# Anaplastologie

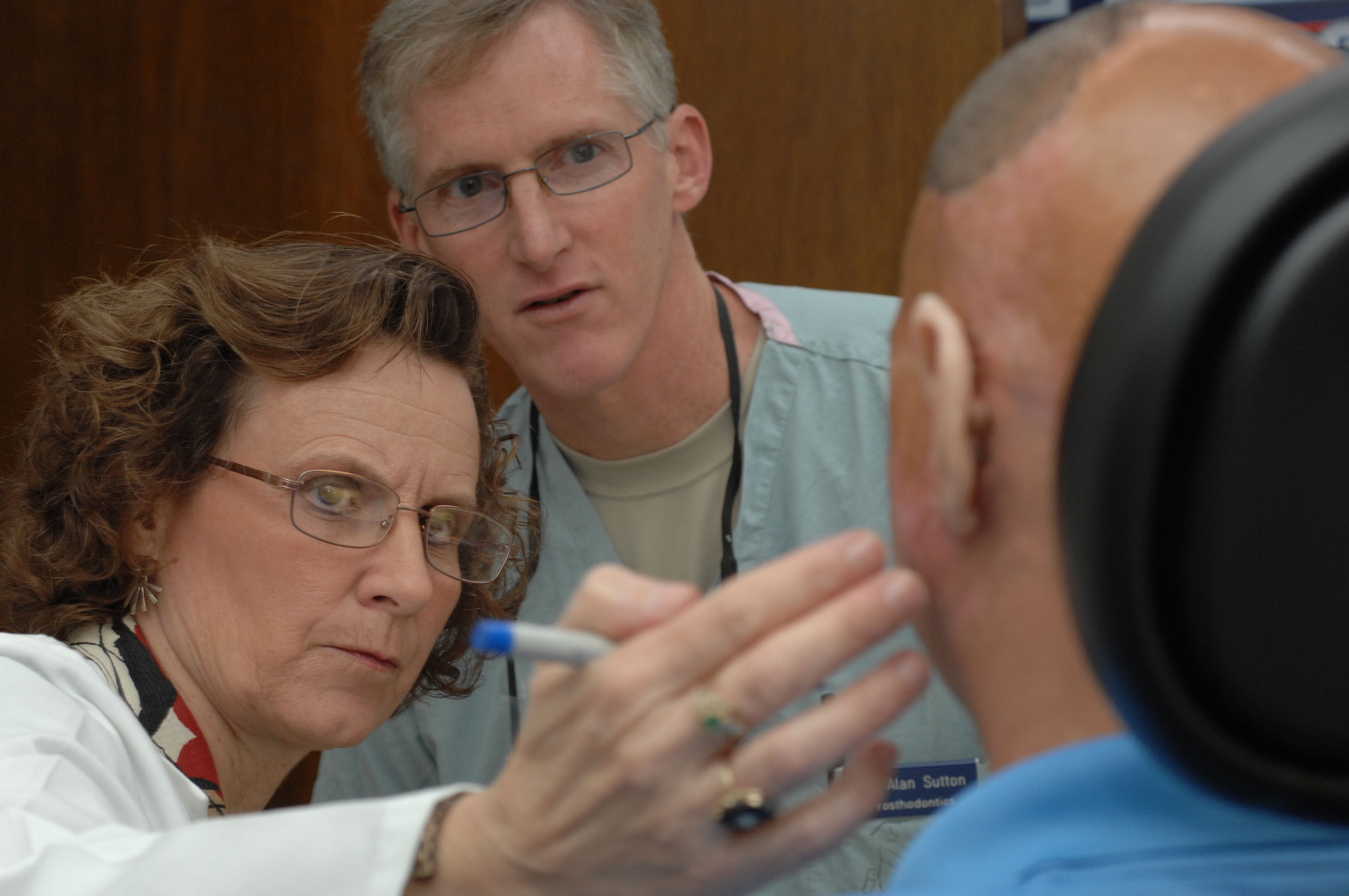
Een militair anaplastoloog (links) aan het werk bij een veteraan van de Irakoorlog

Anaplastologie is een onderdeel van de geneeskunde dat zich bezighoudt met protheses aan het gelaat. Als herstel van verwondingen of aangeboren afwijkingen aan het gezicht met plastische chirurgie niet mogelijk is, komt de anaplastologie in beeld. De discipline kent overlappingen met die van de oog- en gebitsprothetiek.
De term is een samentrekking van drie Griekse woorddelen ana (opnieuw, her-), plastos (iets wat gemaakt of gevormd is) en logos (kennis of kunde). De term werd bedacht door de Amerikaan Walter Spohn, die een pionier op het gebied was.

## Geschiedenis
De anaplastologie is als vakgebied ontstaan in de Eerste Wereldoorlog. Terwijl de menselijke tol van die oorlog bijzonder hoog was, zorgde de herintroductie op het slagveld van de helm ervoor dat de soldaten die aan hoofd gewond raakten, een grotere overlevingskans hadden. In Frankrijk alleen al waren 15.000 soldaten in het gelaat verminkt en zij werden "gueules cassées" (gebroken smoelen) genoemd.
In de plastische en reconstructieve chirurgie werd in die tijd enorme vooruitgang geboekt, net als bij de mond-, kaak- en aangezichtschirurgie. Toch kon de geneeskunde lang niet alle verwondingen helen en er werd volop geëxperimenteerd met een verscheidenheid aan protheses en maskers. De Amerikaanse beeldhouwer Anna Coleman Ladd heeft zich vanaf 1917 enige tijd gespecialiseerd in maskers voor oorlogsgewonden. Die verbinding van wetenschap met de beeldende kunst kenmerkt de discipline tot op heden (2020).

## Studie en werkwijze
Naast talloze onderdelen van de geneeskunde omvat de opleiding van een anaplastoloog onder meer anatomie, gedragswetenschappen, materiaalkunde, fysiologie en beeldende kunsten als fotografie en beeldhouwen.
Gelaatsprotheses worden anno 2020 bevestigd met huidlijm of met magneten die zich hechten aan implantaten.
Een specialist op dit gebied wordt ook wel een aangezichtsprotheticus genoemd.